# Picogiga International
Picogiga est une marque de Soitec basée aux Ulis (région Parisienne), concernant le dépôt de couches minces monocristallines réalisé par épitaxie par jet moléculaire.
Créé en 1983 par Linh Nguyen, la société Picogiga  se spécialise dans la fabrication de semi-conducteurs en arséniure de gallium, composants présents dans les technologies de télécommunications, en fournissant Sony, Fujitsu ou Toshiba pour fabriquer des paraboles de réception de télévisions, puis Motorola pour la téléphonie mobile et Thomson-CSF pour la fabrication des radars et des missiles. D'abord soutenue par Innovacom, l'entreprise rejoint le nouveau marché en 1996 et s'impose comme un leader du marché. 
Le 2 décembre 2002, elle est placée en redressement judiciaire. le 31 mars 2003, elle fait l'objet d'un plan de cession. Le 11 mars 2010 la société est clôturée. Le 16 mars 2010, elle est radiée du registre du commerce.
Depuis 2003, Picogiga est donc devenue une division du groupe Soitec. 